# 毛足假木贼
毛足假木贼（学名：Anabasis eriopoda）为苋科假木贼属的植物。分布在哈萨克斯坦、蒙古以及中国大陆的新疆等地，生长于海拔200米至380米的地区，常生于戈壁、荒漠以及干山坡，目前尚未由人工引种栽培。